# Anna di Mosca
Anna di Mosca (1393 – agosto 1417) fu imperatrice consorte dell'Impero bizantino, avendo sposato Giovanni VIII Paleologo.

## Biografia
Era figlia di Basilio I di Mosca e di Sofia di Lituania. I nonni materni erano Vitoldo, Granduca di Lituania, e la di lui prima moglie Anna Swiatosława di Eišiškės o di Smolensk.

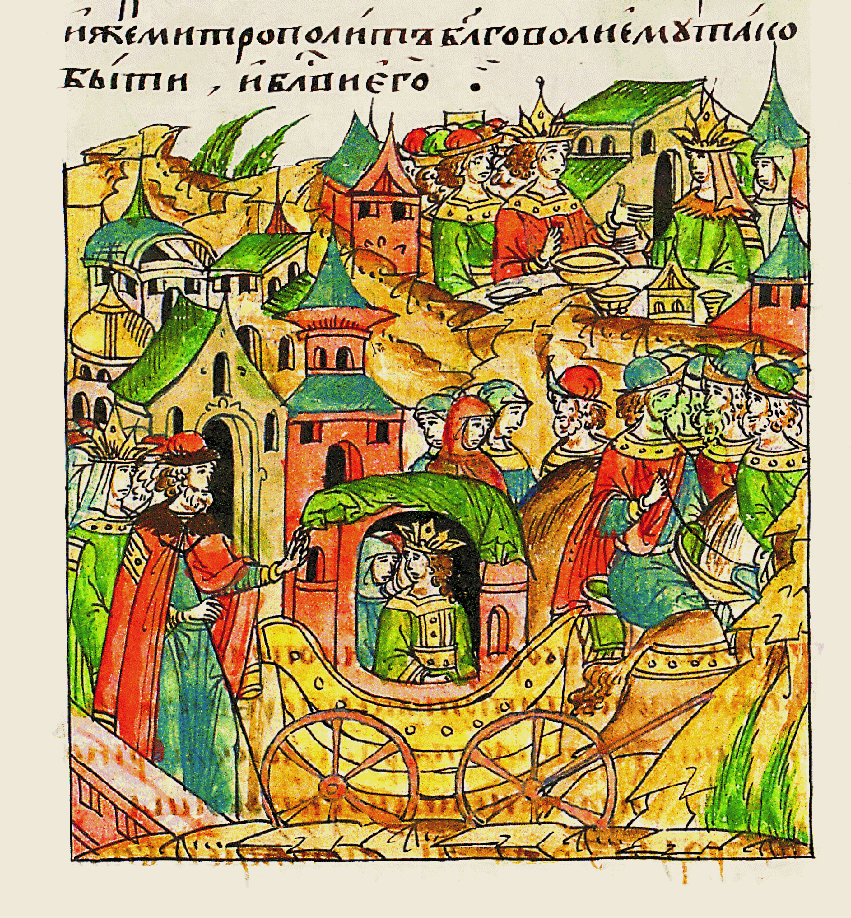
Anna giunge a Bisanzio in una miniatura tratta dalla Cronaca illustrata di Ivan il Terribile

Nel 1414 sposò Giovanni VIII Paleologo. Il marito era il figlio più anziano sopravvissuto di Manuele II Paleologo e di Elena Dragaš. Giovanni fu nominato despota nel 1416 e pare abbia assunto la posizione di co-imperatore poco dopo. La coppia non ebbe figli.
Anna era seconda in status, tra le donne della corte bizantina, solo a sua suocera. Le cronache di Ducas registrano il suo decesso nel 1417, a causa dell'epidemia di peste. Infatti si pensa che sia stata vittima del contagio di peste bubbonica. Dopo la peste nera questa epidemia continuò a colpire parti dell'Europa sporadicamente fino al XVII secolo, riducendosi successivamente in intensità e mortalità, il che fa pensare a un incremento della resistenza al batterio a causa della selezione genetica.
La sua salma fu inumata nel Monastero di Lips.

## Ascendenza
|                     |          |                                 | Genitori |  |  | Nonni |  |  | Bisnonni          |  |  | Trisnonni        |  |
|                     |          |                                 |          |  |  |       |  |  | Ivan II di Russia |  |  | Ivan I di Russia |  |
|                     |          |                                 |          |  |  |       |  |  | Ivan II di Russia |  |  | Ivan I di Russia |  |
|                     |          | …                               |          |  |  |       |  |  | Ivan II di Russia |  |  |                  |  |
| Demetrio di Russia  |          |                                 |          |  |  |       |  |  | Ivan II di Russia |  |  |                  |  |
|                     |          | Aleksandra Ivanovna Veljaminova | …        |  |  |       |  |  |                   |  |  |                  |  |
|                     |          | Aleksandra Ivanovna Veljaminova | …        |  |  |       |  |  |                   |  |  |                  |  |
|                     |          | Aleksandra Ivanovna Veljaminova | …        |  |  |       |  |  |                   |  |  |                  |  |
| Basilio I di Russia |          | Aleksandra Ivanovna Veljaminova |          |  |  |       |  |  |                   |  |  |                  |  |
|                     |          | Dmitrij Konstantinovič          | …        |  |  |       |  |  |                   |  |  |                  |  |
|                     |          | Dmitrij Konstantinovič          | …        |  |  |       |  |  |                   |  |  |                  |  |
|                     |          | Dmitrij Konstantinovič          | …        |  |  |       |  |  |                   |  |  |                  |  |
| Eudocia di Mosca    |          | Dmitrij Konstantinovič          |          |  |  |       |  |  |                   |  |  |                  |  |
|                     |          | …                               | …        |  |  |       |  |  |                   |  |  |                  |  |
|                     |          | …                               | …        |  |  |       |  |  |                   |  |  |                  |  |
|                     |          | …                               | …        |  |  |       |  |  |                   |  |  |                  |  |
| Anna di Mosca       |          | …                               |          |  |  |       |  |  |                   |  |  |                  |  |
|                     | Kęstutis | Gediminas                       |          |  |  |       |  |  |                   |  |  |                  |  |
|                     | Kęstutis | Gediminas                       |          |  |  |       |  |  |                   |  |  |                  |  |
|                     | Kęstutis | Jewna                           |          |  |  |       |  |  |                   |  |  |                  |  |
| Vitoldo il Grande   | Kęstutis |                                 |          |  |  |       |  |  |                   |  |  |                  |  |
|                     |          | Birutė                          | …        |  |  |       |  |  |                   |  |  |                  |  |
|                     |          | Birutė                          | …        |  |  |       |  |  |                   |  |  |                  |  |
|                     |          | Birutė                          | …        |  |  |       |  |  |                   |  |  |                  |  |
| Sofia di Lituania   |          | Birutė                          |          |  |  |       |  |  |                   |  |  |                  |  |
|                     |          | Sudimantas di Eišiškės          | …        |  |  |       |  |  |                   |  |  |                  |  |
|                     |          | Sudimantas di Eišiškės          | …        |  |  |       |  |  |                   |  |  |                  |  |
|                     |          | Sudimantas di Eišiškės          | …        |  |  |       |  |  |                   |  |  |                  |  |
| Anna di Lituania    |          | Sudimantas di Eišiškės          |          |  |  |       |  |  |                   |  |  |                  |  |
|                     |          | …                               | …        |  |  |       |  |  |                   |  |  |                  |  |
|                     |          | …                               | …        |  |  |       |  |  |                   |  |  |                  |  |
|                     |          | …                               | …        |  |  |       |  |  |                   |  |  |                  |  |
|                     |          | …                               |          |  |  |       |  |  |                   |  |  |                  |  |